# Arachnodes seminitidus
Arachnodes seminitidus là một loài bọ cánh cứng trong họ Bọ hung (Scarabaeidae).